# TDE
TDE (Trinity Desktop Environment)  is een vrije werkomgeving voor besturingssystemen die tot de Unix-familie behoren, zoals Linux en BSD. Het project is van oorsprong een afsplitsing van KDE 3.5. De huidige projectleider is Slávek Banko.
TDE is beschikbaar in en/of voor de meeste populaire Linux-distributies (onder meer Debian, Red Hat en Fedora) en is de standaard werkomgeving van de distributies Q4OS en Exe GNU/Linux.

## Geschiedenis
Het project is in 2009 gestart door Timothy Pearson, voormalig coördinator van Kubuntu Remix. Sinds versie 3.5.12 (de tweede officiële uitgave) gebruikt TDE een eigen afsplitsing van Qt3, TQt. Op die manier kan TQt eenvoudig naast nieuwere Qt-versies worden geïnstalleerd.
In eerste instantie volgde TDE de versienummering van KDE. De eerst uitgebrachte versie was dan ook 3.5.11 (de laatste versie van KDE3 was 3.5.10). Na versie 3.5.13 is men overgestapt op een eigen nummering om vergelijkingen met KDE te voorkomen, met name omdat TDE inmiddels meer veranderingen had doorgevoerd waardoor het meer een op zichzelf staande werkomgeving begon te worden. De eerste versie met nieuwe nummering was R14.0.0, gevolgd door R14.0.1. Sinds versie R14.0.0 wordt een nieuwere vormgeving gebruikt. Distributie Q4OS gebruikt sindsdien een ander, moderner TDE-thema dat meer lijkt op Breeze, het thema van KDE Plasma 5.
In de loop der jaren heeft TDE diverse namen van zijn programma's aangepast zodat ze minder overeenkomen met die van KDE. Zo heet vensterbeheerder KWin in TDE TWin, KIconEdit TIconEdit en KScreenSaver TDE Screensaver. Sommige programma's hebben hun oorspronkelijke naam echter behouden, zoals Konqueror, DigiKam en Gwenview.
Op 1 mei 2022 verscheen versie R14.0.12.